# ویکی شرکتی
ویکی شرکتی گونه‌ای ویکی است که برای منظورهای شرکتی و گروهی به کار می‌رود. افزون بر ریخت‌های معمول یک ویکی، ویکی‌های شرکتی معمولاً چهره‌ای ویژهٔ شرکت‌ها دارند، مانند مدیریت ارتباطات و فهرست‌های کارهای اضطراری.
ویکی‌ها به گونه‌ای فزاینده به طور داخلی به وسیلهٔ شرکت‌ها و بخش‌های عمومی به کار می‌روند، که از ادوبی، مایکروسافت و اف‌بی‌آی می‌توان به عنوان نمونه‌های برجسته نام برد. ویکی‌ها گزینه‌ای در برابر سامانه‌های مدیریت محتوایی هستند که به صورت مرکزی اداره می‌شوند. آن‌ها به صورت پنهانی دسترسی انعطاف‌پذیرتری از نرم‌افزارهای اختصاصی برای مدیریت پروژه دارند.

## نمونه‌هایی از ویکی‌های شرکتی
مجموعهٔ گسترده‌ای از ویکی‌ها می‌توانند به عنوان ویکی شرکتی به کار روند و برخی از آن‌ها در فهرست نرم‌افزارهای ویکی آمده‌اند. از میان برجسته‌ترین ویکی‌ها می‌توان تی‌ویکی، موین‌موین، اکس‌ویکی، تیکی‌ویکی کانفولونس و Socialtext را نام برد.
گاه برخی از بسته‌های نرم‌افزاری ویکی نیز که برای این کار ساخته نشده‌اند نیز به جای یک ویکی شرکتی به کار می‌روند که از آن میان می‌توان مدیاویکی و دوکوویکی را نام برد.